# Ljuba Jarova (1957.)
Ljuba Jarova je hrvatska televizijska drama iz 1957. godine, nastala prema istoimenoj drami sovjetskog autora Konstantina Trenjova. Režirao ju je Daniel Marušić, a produkcija je izvedena u povodu 40. obljetnica oktobarske revolucije.
Premijerno je prikazana 10. studenoga 1957. na Televiziji Zagreb, a bila je to najduža dramska emisija emitirana do tada, u trajanju od oko 75 minuta. Predstavljala je jedan od prvih pokušaja stvaranja pravog dramskog televizijskog spektakla u Jugoslaviji.

## Radnja
Radnja smještena u vrijeme oktobarske revolucije, a tematizira osobne i ideološke sukobe u pozadini turbulentnih povijesnih događaja. U središtu je naslovna junakinja Ljuba, žena snažne volje i karaktera, čiji život i sudbina odražavaju šire društvene i političke promjene svoga vremena.

## Glumačka postava
- Mia Oremović kao Ljuba Jarova
- Adem Ćejvan kao Mihajlo Jarov
- Emil Kutijaro
- Pero Kvrgić
- Mira Župan
- Jurica Dijaković
- Jozo Petričić
- Ivan Šubić

## Produkcija
Drama je izvedena u scenografiji Miše Račića, u prostorima tadašnjeg televizijskog studija u Jurišićevoj ulici 4, u tzv. okrugloj dvorani. Prema riječima redatelja Daniela Marušića, snimanje se odvijalo u tehnički vrlo skromnim uvjetima. Scenski prostori bili su toliko ograničeni da su se scene morale igrati u kutovima iste prostorije, dok je u pozadini istovremeno postavljana nova scenografija. Mikrofoni su bili izuzetno osjetljivi pa se moralo snimati s posebnom pažnjom da se ne registriraju neželjeni šumovi. Unatoč tim izazovima, drama je uspješno izvedena zahvaljujući entuzijazmu glumačke i tehničke ekipe.
Drama je imala snažnu dokumentarno-političku komponentu – kako je primijetio Jugoslavenski radio, u uvodu izvedbe ubačeni su arhivski filmski isječci iz Oktobarske revolucije, čime se dodatno pojačao povijesni kontekst same drame.

## Vanjske poveznice
- Ljuba Jarova u internetskoj bazi filmova IMDb-a